# برمق (عجلات)
البَرمق أو الشعاع هو أحد القضبان العديدة التي تشع من مركز العجلة الذي يتصل المحور به، ويربط المحور بسطح الجر المستدير.